# Дрейкіш (район)
Дрейкіш (араб. منطقة دريكيش‎‎) — район (мінтака) у Сирії, входить до складу провінції Тартус. Адміністративний центр — м. Дрейкіш.
Адміністративно поділяється на 4 нохії:
- Дрейкіш-Центр
- Джінейнет-Руслан
- Хмін
- Дуейр-Руслан

| Сирія | Це незавершена стаття з географії Сирії. Ви можете допомогти проєкту, виправивши або дописавши її. |